# Каракашлы (село, Татарстан)
Каракашлы (тат. Кәрәкәшле) — село в Ютазинском районе Татарстана. Административный центр Каракашлинского сельского поселения.

## География
Расположено на реке Ютаза, в 24 км к северо-западу от посёлка городского типа Уруссу.

## История
Каракашлы являлось поселением казёных крестьян и башкир-вотчинников Чекановской волости.
Известно с 1765. В XVIII — XIX веках в сословном отношении жители делились на башкир-вотчинников, тептярей, государственных крестьян. Занимались земледелием, разведением скота, отхожими промыслами, торговлей. 
В «Списке населенных мест по сведениям 1859 года», изданном в 1864 году, населённый пункт упомянут как казённая и башкирская деревня Каракашлы 4-го стана Бугульминского уезда Самарской губернии. Располагалась при безымянном ключе, по левую сторону почтового тракта из Бугульмы в Уфу, в 37 верстах от уездного города Бугульмы и в 15 верстах от становой квартиры в казённом селе Ефановка (Крым-Сарай, Орловка, Хуторское). В деревне в 117 дворах жили 803 человека (413 мужчин и 390 женщин). Была мечеть.
По сведениям 1889 года, в Каракашлы функционировали мечеть, 7 водяных мельниц. В этот период земельный надел сел. общины составлял 3614 десятин.
По сведениям переписи 1897 года, в деревне Каракашла Бугульминского уезда Самарской губернии жили 1676 человек (827 мужчин и 849 женщин), все мусульмане.
До 1920 года село входило в Сумароковскую волость Бугульминского уезда Самарской губернии. С 1920 года в составе Бугульминского кантона ТАССР. С 10.08.1930 в Бавлинском, с 10.02.1935 в Ютазинском, с 01.02.1963 в Бугульминском, с 12.01.1965 в Бавлинском, с 06.04.1991 в Ютазинском районах.

## Население
Число жителей, источник Татарская энциклопедия.
| Население по годам |      |      |      |      |      |      |      |      |      |      |      |      |      |      |
| 1795               | 1859 | 1886 | 1889 | 1897 | 1920 | 1926 | 1938 | 1949 | 1958 | 1970 | 1979 | 1989 | 2002 | 2010 |
| 213                | 803  | 1261 | 1335 | 1676 | 1958 | 2080 | 1532 | 1501 | 1021 | 1466 | 1269 | 977  | 869  | 739  |

Национальный состав
Согласно результатам переписи 2002 года, в национальной структуре населения села татары составляли 98% из 869 человек.

## Экономика
Полеводство, молочное скотоводство, овцеводство. В селе действует ООО «Каракашлы»

## Инфраструктура
Основная школа, детский сад, дом культуры, библиотека, отделение почтовой связи, фельдшерско-акушерский пункт. 

## Религия
Мечеть «Ак мәчет».

## Достопримечательности
Краеведческий музей имени Шарафиевой Салимы Шамсетдиновны.

## Известные люди
- Батыршин, Сирин Ханифович — татарский поэт.
- Зарипова, Таузиха Гараевна — Герой Социалистического Труда.